# Usposabljanje
Usposabljanje je proces pridobivanja, razvijanja in izboljšanja tistih sposobnosti, veščin, navad in kompetenc zaposlenih, ki jim bodo omogočile večjo učinkovitost in s tem doseganje ciljev podjetja. Usposablja se lahko posameznike ali cele skupine. V širšem smislu zajema pojem usposabljanje tudi krajše izobraževalne procese in dejavnosti v organizacijah, ki jih označujemo kot priučevanje, uvajanje, prekvalifikacijo in poklicno rehabilitacijo. Dobro usposobljeni kadri so temeljni dejavnik razvoja, kakovosti in uspešnosti vsake organizacije, ne glede na to, ali je njena temeljna dejavnost proizvodnja ali opravljanje storitev. Usposabljanju se v zadnjem desetletju posveča vedno večjo pozornost.
Usposabljanje v ožjem pomenu pomeni prehodno stopnjo pripravljanja človeka na delo, vmesno stopnjo med izobraževanjem in delom. Cilj usposabljanja je v dodajanju vrednosti najpomembnejšemu viru organizacije, to pa so delavci, ki omogočajo uresničitev temeljnih ciljev podjetja. Usposabljanje kadrov pri delu zaposlenim omogoča, da prevzamejo nove vloge, izboljšajo kakovost svojega dela, razvijejo nove sposobnosti, odpravljajo probleme in krepijo samozavest. Pri usposabljanju gre za to, da skušamo s posebnimi postopki izboljšati človekove lastnosti, da bi lahko opravljal ali pa da bi bolje opravljal svoje delo. Gre za usposabljanje, pridobivanje spretnosti za konkretno delo na konkretnem delovnem mestu.

## Razlika med usposabljanjem in izobraževanjem
Izobraževanje pomeni pridobivanje znanja na splošno in je vezano na določeno področje dela ali določen poklic, medtem ko je usposabljanje povezano s konkretnim delom na določenem delovnem mestu. Izobraževanje je bolj dolgotrajno, po njem se pridobi formalen naziv, po usposabljanju se lahko pridobi potrdilo o usposobljenosti za določeno delo ali pa se posebnega dokazila ne pridobi. V obeh procesih je prisotno učenje, vendar pri izobraževanju vodi predvsem v eksplicitno znanje, pri usposabljanju pa v implicitno znanje.  Usposabljanje lahko razumemo kot vmesno etapo med izobraževanjem in delom ali kot dodatni trening tistih znanj, sposobnosti in navad, ki so potrebna za opravljanje določenega dela v okviru celote neke dejavnosti.

## Normativna ureditev usposabljanja
Področje usposabljanja ureja Zakon o delovnih razmerjih Republike Slovenije v okviru 172. in 173. člena. V okviru normativne ureditve izobraževanja, izpopolnjevanja in usposabljanja se na nivoju organizacije to področje ureja z internim pravilnikom.
Določbe 172. člena (Zakon o delovnih razmerjih –ZDR, 172. člen) so naslednje: 
1. Delavec ima pravico in dolžnost do stalnega izobraževanja, izpopolnjevanja in usposabljanja v skladu s potrebami delovnega procesa, z namenom ohranitve oziroma širitve sposobnosti za delo na delovnem mestu ter ohranitve zaposlitve.
2. Delodajalec je dolžan zagotoviti izobraževanje, izpopolnjevanje in usposabljanje delavcev, če tako zahtevajo potrebe delovnega procesa ali če se je z izobraževanjem, izpopolnjevanjem in usposabljanjem možno izogniti odpovedi pogodbe o zaposlitvi iz razloga nesposobnosti ali poslovnega razloga. V skladu s potrebami izobraževanja, izpopolnjevanja in usposabljanja delavcev ima delodajalec pravico napotiti delavca na izobraževanja, izpopolnjevanja in usposabljanja, delavec pa ima pravico, da sam kandidira.
3. Trajanje in potek izobraževanja ter pravice pogodbenih strank med izobraževanjem in po njem se določijo s pogodbo o izobraževanju oziroma s kolektivno pogodbo.

Določbe 173. člena (Zakon o delovnih razmerjih –ZDR, 173. člen) so naslednje: 
1. Delavec, ki se izobražuje, izpopolnjuje ali usposablja v skladu s prejšnjim členom , kot tudi delavec, ki se izobražuje, izpopolnjuje ali usposablja v lastnem interesu, ima pravico do odsotnosti z dela zaradi priprave oziroma opravljanja izpitov.
2. Če s kolektivno pogodbo, pogodbo o zaposlitvi ali posebno pogodbo o izobraževanju pravica iz prejšnjega odstavka ni podrobneje določena, ima delavec pravico do odsotnosti z dela ob dnevih, ko prvič opravlja izpite.
3. Če se delavec izobražuje, izpopolnjuje ali usposablja v skladu s prejšnjim členom, ima pravico do plačane odsotnosti z dela po prejšnjem odstavku.[5]

## Vrste usposabljanja
Usposabljanje lahko razdelimo na usposabljanje na delovnem mestu in usposabljanje izven delovnega mesta, usposabljanje kot postopen razvoj znanja, poklicno usposabljanje, formalno in neformalno usposabljanje, usposabljanja znotraj in zunaj podjetja, individualno in skupinsko usposabljanje. Glede na čas pa lahko razdelimo še na dnevno, večdnevno, tedensko, večtedensko ipd. usposabljanje ter na usposabljanje, ki se odvija med delovnim časom in na usposabljanje izven delovnega časa.
V splošnem usposabljanje razdelimo na začetno, adaptacijsko in dopolnilno. Začetno usposabljanje pomeni usposabljanje delavcev  opravljanje enostavnih ali manj zahtevnih del in nalog. Lahko gre za usposabljanje delavcev novincev ali pa usposabljanje delavcev za nova dela in opravila. Z usposabljanjem za delo novi delavci pridobivajo določena posebna strokovna znanja, spretnosti in navade, ki jih potrebujejo za uspešno opravljanje delovnih nalog, medtem ko že zaposlene delavce z začetnim usposabljanjem usposabljamo za nove delovne naloge in opravila, če se na primer želijo ali morajo prekvalificirati.
Adaptacijsko usposabljanje predstavlja vmesno stopnja med izobraževanjem in delom na samem začetku zaposlitve. Najpogostejša oblika le-tega sta pripravništvo in stažiranje, posebna oblika adaptacijskega usposabljanja pa je specializacija, pri kateri gre za nadgrajevanje in poglabljanje strokovnega znanja in usposobljenosti delavcev za specifično področje dela (najpogosteje zaradi vse večje delitve dela). Delavec v okviru adaptacijskega usposabljanja prilagaja prej strokovno izobrazbo konkretnim delovnim razmeram in zahtevam v samem delovnem procesu, navadno pa ga vodi ter usmerja mentor.
Dopolnilno usposabljanje pa je po navadi organizirano za delavce, ki opravljajo določeno delo, pri katerem se je način dela bistveno ali pa vsaj delno spremenil. Poseben način dopolnilnega usposabljanja je potreben pri delavcih, katerih storilnost in kakovost dela sta slabi. Primer oblike dopolnilnega usposabljanja je dokvalifikacija, ki predstavlja bistveno dopolnitev posameznih izsekov poklicne izobrazbe. Raziskave so pokazale, da je najbolj uspešno izobraževanje prav v okviru določene stroke, ker se tako poklicna izobrazba in delovne izkušnje med seboj učinkovito dopolnjujejo.

## Stopnje usposabljanja
Proces usposabljanja poteka po naslednjih stopnjah: 
1. ugotovitev potreb po usposabljanju
2. oblikovanje programa usposabljanja
3. izvajanje programa
4. ocena izvedenega programa [3]

### Ugotovitev potreb po usposabljanju
Iz opisov delovnih mest in zahtevnosti dela je mogoče določiti sposobnosti, ki jih morajo zaposleni imeti za uspešno delo. Dejanske sposobnosti ugotavljajo nadrejeni in tudi zaposleni sami ob delu. Potrebne ali zahtevane in dejanske sposobnosti lahko prikažemo v preglednicah znanja in sposobnosti (ang. knowledge map). Na podlagi potrebnih sposobnosti se pripravi ustrezne programe usposabljanja. Usposabljanje je lahko formalno ali neformalno. V preteklosti je bilo večinoma formalno, vnaprej planirano in strukturirano ter tesno povezano z delom. Posamezno delo je zahtevalo določene sposobnosti in zaposleni so jih pridobili z ustreznim usposabljanjem. Od konca devetdesetih let dvajsetega stoletja pa je vse pogostejše neformalno usposabljanje, ki bolj poudarja izmenjavo informacij, medsebojno pomoč in spoznavanje ter skupno reševanje problemov.
Sposobnosti zaposlenih je morda treba spremeniti ali povečati. Prav tako je potreba po usposabljanju, če pride do neskladja med zahtevanimi in dejanskimi sposobnostmi – če se npr. pojavi nedoseganje rokov, znižanje kakovosti proizvodov, vedno večja poraba sredstev, zmanjšanje produktivnosti, spremenjene razmere pri delu.

### Izvedba programa
Usposabljanje se lahko izvaja na delovnem mestu ali zunaj njega. Usposabljanje na delovnem mestu (angl. on-the-job-training) vključuje opravljanje različnih delovnih nalog, vajeništvo, dodatne zadolžitve in svetovanje, predvsem konstruktivno kritiko, kaj kdo narobe dela in kaj bi lahko izboljšal. Slabost tega načina usposabljanja je, da upočasni delo na delovnem mestu. Zato se bolj uveljavlja usposabljanje zunaj delovnega mesta (angl. off-the-job-training), kjer se razvija zlasti timske, vodstvene, komunikacijske, jezikovne, računalniške in druge sposobnosti, povezane z delom. Kot posebni obliki velja omeniti poslovne igre (angl. business game) in igranje vlog.

### Ocena izvedbe programa
Po izvedenem programu sledi ocena uspešnosti programa usposabljanja. Ocena je hkrati tudi že preverjanje, ali je program tekel po načrtu ter kakšna so mnenja udeležencev in izvajalcev o programu usposabljanja. Pomembna pa je predvsem ocena, ali je dosežen namen programa usposabljanja, torej večja produktivnost, manj slabih proizvodov ipd.

## Možni postopki usposabljanja
Načini in oblike usposabljanja so lahko zelo različni in so odvisni od potreb, usmeritve vodstva organizacije, opremljenosti s tehnologijo in podobno.
Vajenci se med seboj razlikujejo, zato jih je treba obravnavati posamezno. Če želimo, da se česa naučijo, je pomembno, da poznamo njihove že osvojene veščine in znanje, vključno z njihovim najljubšim načinom učenja. Večina se jih najbolje uči z in med izvajanjem delovnih nalog, vendar pa moramo vajence velikokrat česa naučiti še pred samim začetkom njihovega dela na delovnem mestu. 

### Rotacijsko usposabljanje
Temelji na sistematičnem rotiranju zaposlenih med posameznimi timi in delovnimi mesti ter načrtnemu učenju veščin in kompetenc. Primerno je za usposabljanje bodočih vodilnih ali drugih zaposlenih, ki potrebujejo široka znanja z vseh področij poslovanja ter pri razvoju članov učinkovitih timov, v katerih lahko vsak član glede na svoja znanja zamenja drugega člana. Rotacijsko usposabljanje se dobro izkaže pri razporejanju pravih sodelavcev na najustreznejša delovna mesta, saj se ob rotiranju lahko izkaže, da posameznik dosega večjo uspešnost na drugem delovnem mestu kot mu je bilo prvotno dodeljeno.

### Direktne inštrukcije
Usposabljanje na delovnem mestu je pogosto sinonim za direktne inštrukcije, kjer bolj izkušen zaposleni kaže, pomaga in svetuje manj izkušenemu ali novemu zaposlenemu, kako opravljati določeno delo. Direktne inštrukcije so enostavne za izvedbo, saj je za izvajanje le-teh po navadi potrebna le ena oseba (mentor), uporablja pa se pripomočke in dokumente, ki jih ta oseba že ima in uporablja pri svojem delu. Poleg tega so situacije med usposabljanjem visoko realistične in ni potreben poseben transfer znanja.

### Igranje vlog in proučevanje primerov
Pri metodi igranja vlog izberemo neko situacijo ali problem iz delovnega okolja in vsakemu udeležencu namenimo določeno vlogo, ki jo odigra čim bolj prepričljivo in se tako približa realni situaciji. Nato udeleženci posamezno ali v skupinah razmislijo o poteku igre in diskutirajo o možnih rešitvah ali izboljšavah. Metoda je primerna za obravnavanje različnih delovnih situacij, še najbolj za delo z ljudmi (na primer za kadrovnike, komercialiste, prodajalce). Podobna tej metodi je tudi metoda proučevanja primerov. Metoda je zasnovana na obsežno in podrobno predstavljenem primeru določene situacije. Primere lahko udeležencem posredujemo v obliki besedila, filma in podobno. Ko so vsi udeleženci seznanjeni s primerom, vsak zase ali v skupinah razmislijo in diskutirajo o primeru ter skušajo priti do rešitve problema. Pri igranju vlog dobimo vpogled v preostala dela medosebnih zmožnosti.

### Frontalne oblike
Usposabljanje zajema tudi prenašanje informacij, kot na primer pri metodi predavanja. To je pasivna oblika učenja, primerna za množično usposabljanje. Učitelj ima poudarjeno vlogo, nastopa kot posredovalec znanj ali informacij in uporablja različna učna sredstva. Podobne metode so še metoda pripovedovanja, opisovanja, pojasnjevanja, poročanja in kazanja.

### Programirano učenje
Pri programiranem učenju funkcijo poučevanja prevzema programirano učno gradivo, udeleženci pa si  njim učne vsebine pridobivajo sami. Pri pripravi programiranega gradiva razčlenimo učno vsebino na več manjših vsebin, ki si sledijo v logičnem vrstnem redu. Na podlagi razčlenjenih vsebinskih elementov se oblikujejo tako imenovani členi ali koraki programa. Vsak korak je sestavljen iz informacije, naloge, rešitve in povratne informacije. Gradivo lahko posredujemo na papirju ali v računalniški obliki, je pa priprava takšnega računalniškega programa zelo zahtevna. Programirane inštrukcije zagotavljajo individualno učenje, hkrati pa tudi možnost pridobitve takojšnjih povratnih informacij. Video stimulacije omogočajo, da se informacije prenesejo na vse zaposlene naenkrat, interaktivni video pa omogoča učenje preko računalnika, kar pa zopet omogoča takojšnje povratne informacije.

### Senzitivni trening
Glavni cilj senzitivnih treningov, imenovanih tudi ekstremno usposabljanje (ker se izvaja v naravi in v ekstremnih pogojih) je izboljšanje medosebnih odnosov med zaposlenimi. Trening poteka v manjših skupinah, skupino pa sestavljajo najožji sodelavci ali vodstveni kadri. Trening poteka izven organizacije, stran od vsakodnevnih delovnih obremenitev. Udeleženci s pomočjo določenih vaj spoznajo različne dejavnike, ki pomembno vplivajo na dinamiko medosebnih odnosov in procesov, učijo se timskega dela, načrtovanja, organiziranja, vodenja in nadzorovanja. Vaje zahtevajo od udeležencev, da odkrijejo svoje vrednote, ustrezno obnašanje in druge dejavnike, ki jim pomagajo bolje razumeti sodelavce. Empirični podatki kažejo, da se učinkovitost delovnih skupin po senzitivnem treningu znatno poveča.

### Simulacijske metode
Simulacije so aplikativno naravnane in temeljijo na pridobivanju znanja na osnovi simuliranja resničnih situacij pri opravljanju del in nalog. Simulacijsko učenje najpogosteje uporabljamo za trening zaposlenih v primerih odzivanja na spremembe, pravilnega ukrepanja v kriznih situacijah, optimalnega odločanja in podobno. Služijo olajšanju prehoda med teoretičnimi in praktičnimi znanji, še posebej so uporabne pri tistih praktičnih situacijah, ki so zelo zapletene in nepregledne. Udeležencem prikažemo poenostavljen ali tipičen primer situacije in nato s pomočjo modela oziroma simulatorja oponašamo delovanje originalnega sistema. Tako usposabljanje pomeni za udeležence manjše tveganje ob nepravilnem postopanju ali reagiranju. Podobna, nekoliko novejša metoda je metoda interaktivnega videa. Interaktivni video omogoča uporabniku, da sodeluje pri nalogah, odgovarja na vprašanja in prilagaja zgodbo lastnim odločitvam.
V spodnji tabeli je naštetih nekaj najpogostejših postopkov usposabljanja ter prednosti in slabosti posameznega postopka.
| POSTOPEK             | PREDNOSTI                                                                                       | SLABOSTI |
| -------------------- | ----------------------------------------------------------------------------------------------- | --- |
| Rotiranje            | Opravljanje različnih del, pridobivanje novih izkušenj.                                         | Ni popolnega občutka odgovornosti, ker so udeleženci premalo časa zaposleni pri posameznem delu.                                                |
| Direktne inštrukcije | Situacije so realne. Enostavno za izvajanje in načrtovanje.                                     | Usposabljanje le za ozko področje dela. |
| Programirano učenje  | Prilagajanje hitrosti učenja. Individualno učenje. Sprotno preverjanje naučenega.               | Zahtevna priprava. Porabljen je čas in stroški za razvoj računalniškega programa. Udeleženci na morebitna vprašanja ne morejo dobiti odgovorov. |
| Senzitivni trening   | Učenje vodstvenih kompetenc in medosebne komunikacije. Spoznavanje sodelavcev.                  | Odsotnost z dela. Težke vremenske razmere. Telesno naporno.                                                                                     |
| Igranje vlog         | Seznanjanje z različnim delom s posebnim poudarkom na medosebnih zmožnostih.                    | Ni mogoče ustvariti popolnoma resnične situacije.                                                                                               |
| Interaktivni video   | Hitrost učenja je individualno prilagojena in opremljena s takojšnimi povratnimi informacijami. | Drag postopek priprave videa, ki zahteva usposobljene ljudi in posebno opremo.                                                                  |

### On-the-job (OTJ) metoda
Gre za tradicionalno usposabljanje na delovnem mestu. Sestavljena je iz 4 komponent. Prva zagovarja, da je ta metoda osredotočena na delo. Inštruktor mora poskrbeti, da delo poteka nemoteno kljub oviram. Na prvem mestu je delo, nato pa usposabljanje vajenca. Druga komponenta pravi, da delo zagotavlja strukturo za usposabljanje, saj je usposabljanje samo nestrukturirano. Tretja komponenta pravi, da se inštruktor naslanja na lastne izkušnje pri usposabljanju. Inštruktor mora imeti interes do usposabljanja drugih in imeti dobro razvite spretnosti za delo, na katero uvaja druge. Zadnja komponenta pa se nanaša na to, da je metoda usposabljanja pogojena z inštruktorjem. Vajencu se je treba prilagajati, saj ni predpisane najboljše poti za učenje določene spretnosti. Dva najbolj pogosta pristopa pa sta razlaga ter predstavljanje dela v smislu, da vajencu pokažemo, kako se kaj naredi.

### Peer-to-peer
Tovrstno usposabljanje imenovano tudi »enak z enakim« pomeni, da vajenca usposablja kvalificiran delavec ali izkušen sodelavec. Usposabljanje se ne uporablja le za učenje, temveč tudi pri uvajanju novih sodelavcev. Za izvedbo tega usposabljanja obstaja nekaj različnih načinov, sama izbira metode pa je odvisna od situacije in veščin vajenca. Te metode je na dolgi rok koristno kombinirati in združevati. 

### Predstavitev
Je klasični ustni način posredovanja znanja. Za doseganje boljših rezultatov je treba predstavitve dopolniti z različnimi medijskimi sredstvi (npr. video, slike, grafi…). Vajenec, ki je v tem primeru v bistvu občinstvo ima pasivno vlogo, zato ta metoda ne dopušča posredovanja aktivnih sposobnosti ali pa preverjanja, kako uspešni smo pri podajanju neke učne snovi. Upoštevati je treba več smernic. Na samo predstavitev se je treba dobro pripraviti, osredotočiti na vsebino, ki jo želimo predstaviti. Ločiti moramo bistvo od nepomembnih podrobnosti, hkrati pa moramo upoštevati raven znanja naših poslušalcev in temu primerno prilagoditi samo predstavitev ter jezik v smislu izražanja na sami predstavitvi. Razlagi moramo tudi prilagoditi čas zaradi možnega upada koncentracije pri poslušalcih. Dobro je tudi zagotoviti primerno okolje – nemirno vedenje poslušalcev, hrup v okolici, vzdušje in podobno. Govoriti je treba glasno, jasno, tekoče, poskrbeti pa je treba tudi za čim večjo zanimivost predstavitve, da pritegnemo poslušalce.

### Klasična metoda štirih korakov
Gre za metodo podajanja navodil. Prednosti te metode so, da se vajenci znanja oziroma veščin hitro naučijo, hkrati pa zaradi stalnega nadzora prihaja tudi do manj napak. Uporaba te metode je ustrezna v primeru varnostnih težav oziroma ko so v usposabljanje vključeni tudi stroji ali pa materiali, ki se lahko poškodujejo in so dragoceni. Po navadi se uporablja za povzemanje in razlago praktičnih rutinskih del. Inštruktor ima bolj aktivno vlogo med izvajanjem prvih dveh korakov, ki se sicer lahko uporabijo brez izvedbe 3. in 4. koraka, vajenec pa ima večjo vlogo v 3. in 4. koraku. Običajni štirje koraki so priprava, prikaz in razlaga, posnemanje in razlaga ter popravljanje in prakticiranje.

#### 1. Priprava
Poskrbeti je treba, da bodo materiali in orodja v uporabnem stanju. Dobro je pripraviti opis delovnega procesa – načrtovati moramo vsebino, obseg in zgradbo naše predstavitve in upoštevati čas, ki ga bomo zanjo potrebovali. 

#### 2. Prikaz in razlaga
Poslušalcu v tem koraku delovni proces pokažemo sami, kako se mi lotimo naloge in kako mora biti izpeljana, korak za korakom. Pri tem moramo biti jasni, vajenec nas mora dobro videti, slišali in razumeti. V tem koraku si vajenci po navadi tudi delajo zapiske. Pred in med izvajanjem prikaza moramo vajencu razložiti delovni proces in tehnične izraze. Pri opisovanju delovnega procesa ne smemo pozabiti na izpostavitev težjih opravil in tveganj pri opravljanju tega dela, prav tako pa ne smemo pozabiti posredovati še drugih pomembnih dejstev o posameznem delovnem mestu. V tem koraku je tudi priporočljivo dati poslušalcem izročke oziroma druga pisna gradiva.

#### 3. Posnemanje in razlaga
V tem koraku vajencu pustimo, da poskuša sam izvesti nalogo. Pri tem ga moramo nadzorovati in opazovati ter biti pripravljeni na posredovanje v primeru nevarnosti za ljudi, stroje ali materiale. Vajenec mora na koncu sam razložiti, kaj dela, kako dela in na kaj mora biti pri vsem tem pozoren.

#### 4. Popravljanje in prakticiranje
V zadnjem koraku moramo preveriti rezultate opravljenega dela, po potrebi izvedemo tudi popravke in nato pustimo vajencu, da ponovno poskusi. Nato pa vajencu dopuščamo vedno več svobode v smislu, da vedno bolj samostojno dela svoja delovna opravila, s ponavljanjem in vadbo delovnih nalog na njegovem delovnem mestu pa se bo znanje o njej le še utrdilo. Bolj kot bo vajenec napredoval, bolj je koristno, da za nas ali skupino drugih vajencev sam pripravi predstavitev, za izvedbo katere pa je naloga vajenca dejstva poznati in predstaviti na pamet. 
Pri tej metodi moramo biti zelo natančni, saj po navadi ne zadostuje, če  vajenec proces samo vidi preko inštruktorjevega opravljanja dela, zato je tudi priporočljiv praktični prikaz zapletenih delovnih procesov, ki se jih s samimi besedami težko razloži. Potrebno pa je upoštevati, da je vajenec morda začetnik na nekem delovnem področju in lahko zato potrebuje dodatno razlago o stvareh, ki se nam lahko zdijo že samoumevne. Za samo razlago si moramo vzeti dovolj časa, potrpežljivosti, na koncu pa moramo vedno preveriti, če je razlago razumel ali pa ga celo spodbuditi, da vajenec opravi samopreverjanje.

### Študija primera
Gre za opis problema z zadostnim številom informacij, ki ga udeleženci dobijo natisnjenega v roke. Študija primera predstavlja realnost, se naslanja na izkušnje in znanje udeležencev ter jih vključuje v aktiven učni proces ali pa jih spodbuja k vaji. Udeleženci se razdelijo na več skupin, navadno v skupine od 4 do 6 udeležencev. Predamo jim navodila in opis problema, nato pa udeleženci v skupinah razpravljajo in sprejemajo konsenze ter rešujejo probleme.

### Metoda izpraševanja
Metoda izpraševanja je neke vrste dialog, vsebino in usmeritev pa določi inštruktor. Z zastavljanjem k ciljem usmerjenih vprašanj lahko pri vajencu spodbudimo posebne miselne procese in zaključke, ki jih le-ta doseže sam. Metoda izpraševanja je primerna za uporabo tako pri enem samem vajencu kot tudi za večjo skupino vajencev, inštruktor pa ima na voljo dva načina, na katera se lahko odzovemo na vajenčeva vprašanja. To lahko storimo z odgovori na vajenčeva vprašanja ali pa tako, da vajenca poučimo o tem, kako lahko sam pride do zaključkov in odgovorov. Vajenec se bo največ naučil z iskanjem odgovorov na lastna vprašanja, razmišljanjem o težavah in reševanju le-teh, saj mu vse to pomaga ponotranjiti pomembno znanje.
Metoda je zelo praktična za inštruktorja. Vajencu najprej predstavimo delovno nalogo ali težavo, nato pa ga povprašamo o njegovem pristopu k izvedbi naloge. Vajenca poslušamo in smo odprti za njegove predloge, hkrati ga sprašujemo o praktičnih podrobnostih njegovega pristopa. Nato strokovno ocenimo, ali se nam zdi predlog vajenca sprejemljiv ali ne, v kolikor je odgovor ne, mu pojasnimo in ponovno podamo navodila, začnemo znova. Vajenec nato poskuša izvesti delovno nalogo, mi pa mu posredujemo povratne informacije o opravljenem delu.
To metodo lahko uporabimo v primeru, ko obstaja več različnih načinov izvajanja dela - na primer pri izvedbi ustvarjalnih delovnih nalog, osebnih storitvah za stranke ali pa ko v izvedbo same delovne naloge ni vključen dragocen material, ki ga je škoda poškodovati ali zavreči. Metoda ni primerna za časovno stisko.

### Fishbowl metoda
Fishbowl metoda oziroma metoda akvarija je ena od oblik diskusije. Ta poteka tako da udeleženci sedijo v dveh krogih, v manjšem (notranjem) in večjem (zunanjem), ki je okoli manjšega. Udeleženci notranjega kroga razpravljajo o izbrani temi, medtem ko udeleženci zunanjega kroga samo opazujejo in so tiho. Izbrati je treba temo, ki bo v interesu vseh ter kako bomo razdelili udeležence (npr. moški in ženske). Razložiti moramo tudi pomen te metode. Čez določen čas, skupini udeležencev zunanjega in notranjega kroga zamenjata položaje.

### Metoda procesa
Pri tej metodi vajenec nosi popolno odgovornost za izvedbo delovne naloge od samega začetka do konca. To je pogosto uporabljena metoda na področju projektnih del, pri njej pa imamo vlogo nadzornika in mentorja. Vajenec ima pri delu proste roke, vendar pa mu moramo nuditi podporo ter ga spremljati skozi celoten proces. Najprej mu razložimo metode in cilje dela, nato pa opazujemo delo vajenca, ali najde rešitve, lastne napake… v kolikor tega ne odkrije, mu pomagamo. Naloge vajenca pa se kažejo v samem izvajanju naloge, načrtovanju rešitev, sprejemanju odločitev, preverjanju rezultatov in preverjanju kakovosti.

### Coaching
Coaching je prvovrstna razvojna metoda usposabljanja zaposlenih. Izstopa po svoji atraktivnosti, poglobljenosti, učinkovitosti, intenzivnosti ozaveščanja in spreminjanju ravnanj. Ločimo individualni in pa skupinski coaching.

#### Individualni coaching
Z individualnim coachingom odkrivamo potenciale in področja, ki jih udeleženec procesa želi izboljšati, z uporabo različnih metod in tehnik pa pomagamo pri postavljanju in doseganju ciljev, reševanju problemov, osebnostnemu in profesionalnemu razvoju. Coaching temelji na sodelovanju in spodbujanju miselnih procesov.
Coach in udeleženec coachinga se dogovorita o cilju in načinih doseganja cilja. Skupaj izdelata tudi načrt aktivnosti s terminsko opredelitvijo in kazalniki merjenja učinkov. Coach je pri tem oseba, ki poskuša odstraniti mentalne ovire, ki se pojavljajo na poti do cilja - z udeležencem dela na področjih kot so tako okolje, vedenje, sposobnosti kot tudi prepričanja, vrednote, identiteta, vizija. Coach tudi pomaga odkrivati razloge za trenutno situacijo. Odkrivamo ovire, strahove, interese in vzorce delovanja.

#### Skupinski coaching
V skupinskem coachingu so udeleženi coach in več udeležencev, osredotoča pa se na razvoj veščin, reševanje izzivov in doseganje ciljev. Naloga coacha je postavljanje vprašanj in spodbujanje vseh udeležencev, ne pa ponujanje rešitev. Ogrodje skupinskega coachinga so 4 ključni koraki, za uspeh pa je ključno ustvarjanje potrebnih okoliščin za izvedbo - zelo pomembno je varno in spodbudno okolje, ki je naklonjeno refleksiji. Posvečamo se kreiranju  dinamičnega vzdušja, spodbujanju radovednosti, izboljševanju obstoječih načinov dela, pri čemer pa nagrajujemo kreativnost, odprtost in soočanje z izzivi z različnih zornih kotov.
Ko že omenjeno pri skupinskem coachingu sledimo 4 korakom. V prvem zastavimo (SMART) cilj, ki ga izpeljemo iz potreb po spremembah, opredelimo pa tudi orodja, načine merjenja ter trenutno situacijo. V drugem koraku naredimo izbor možnosti za ustvarjanje nove kakovosti in premagovanje zatečenega stanja. V tretjem koraku med vsemi rešitvami izberemo najboljše. Ker se pogosto izkaže potreba po vračanju v predhodne korake je pomembno, da celoten proces beležimo. V zadnjem, četrtem, koraku pa opredelimo načrta s časovno dimenzijo, možnimi zapleti in načini njihovega premagovanja.